# Hans Arp

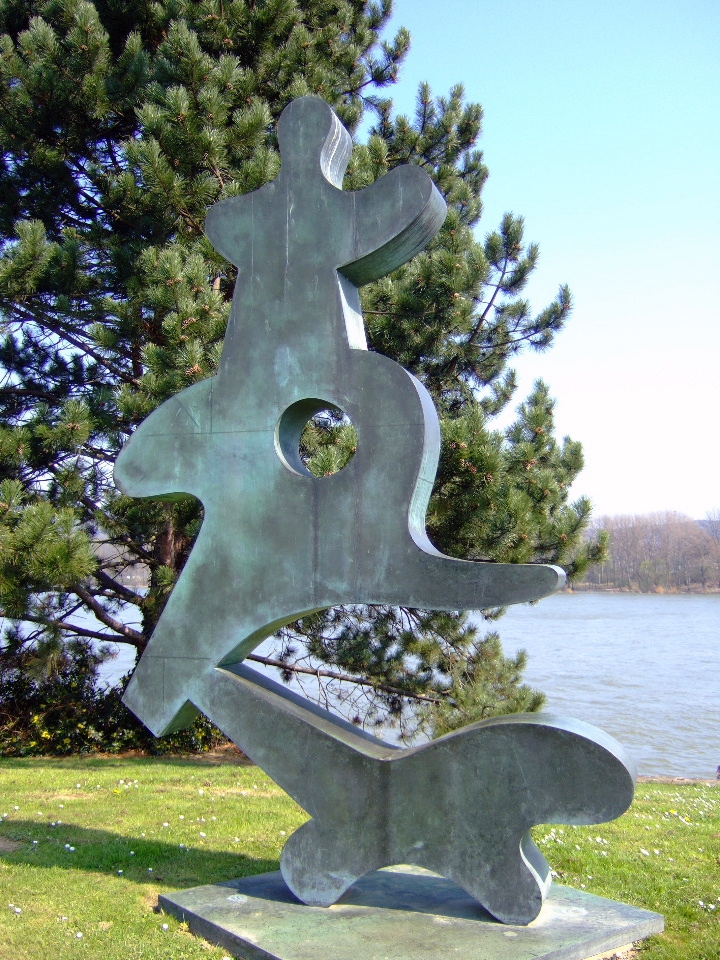
Hans Arp: Bewegtes Tanzgeschmeide

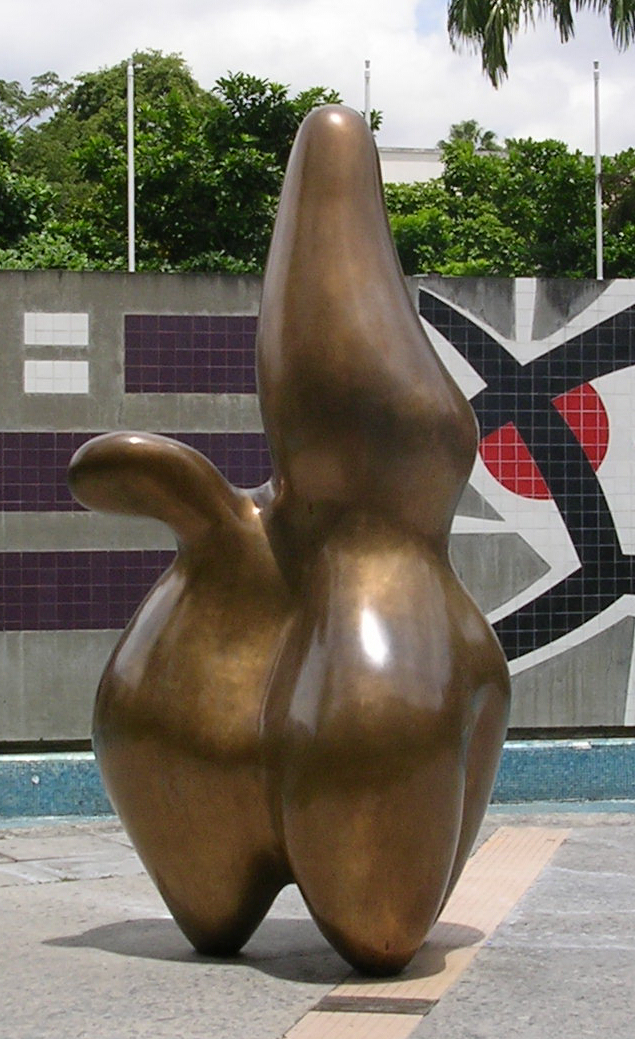
Hans Arp: Fellegpásztor, 1953

Hans Arp (Strasbourg, 1886. szeptember 16. – Bázel, 1966. június 7.) német festő, költő, szobrász. Franciaországban az első világháború utáni francia törvényeknek megfelelve Jean Arpnak nevezte magát.

## Élete
Hans Arp 1886-ban született Strasbourgban, a nemrégiben annektált Elzász-Lotaringia fővárosában. Apja Jürgen Peter Wilhelm Arp szivargyáros, anyja Joséphine Koeberle. Született még egy öccse, Françoise (korábban született lánytestvére kiskorában meghalt). Hans önfejű és szeszélyes diák volt, aki ahelyett, hogy tanulmányainak szentelte volna idejét, csak a költészettel és a festészettel törődött. Házitanítót fogadtak mellé, de ez sem vált be, végül 1904-ben beíratták a strassbourgi Képző- és Iparművészeti Iskolába, sőt még különórákat is vett egy Georges Ritleng nevű festőtől. A festészet mellett költészettel is foglalkozott, 1905-ben az ő költeményei is bekerültek az elzászi költészet Strassbourgban megjelent antológiájába. Ezután két évig a weimari művésziskolában tanult Ludwig von Hoffmann irányításával. Huszonegy éves korában Párizsba költözött, és beiratkozott a Julian Akadémiára. Egy év múlva ezt is elhagyta, és Svájcba költözött a szüleihez, időközben ugyanis apja felszámolta a szivargyárat, és a svájci Wiggis közelében telepedtek le. Időnként ellátogatott Párizsba és Münchenbe (1912) is. Münchenben barátságot kötött Paul Klee-vel, többször is kiállított a Der Blaue Reiter csoporttal, a kiállításokon részt vett Robert Delaunay is, akinek a képei nagy hatással voltak rá. 1914-ben, közvetlenül az I. világháború kitörése előtt, Párizsba utazott, ahol összeismerkedett Apollinaire-rel és Picassóval. Néhány hónap múltán visszatért Svájcba, és hogy – németként – nehogy besorozzák, gyengeelméjűséget színlelt a zürichi német konzul előtt – sikerrel.

### Zürich (1915–1919)
1915-ben Zürichben kiállította kollázsait. Ezen a kiállításon találkozott Sophie Taeuberrel, aki festő és táncosnő volt, emellett szövéstechnikát és textiltervezést tanított egy képző- és iparművészeti iskolában. Első látásra egymásba szerettek, 1922-ben összeházasodtak. Nagyon ügyes és eredeti művész volt, és kétségtelen, hogy munkássága inspirálólag hatott Arpra, sőt több műalkotást közösen hoztak létre, melyeket „duo-kollázsok”-nak neveztek el. Sophie-val való kapcsolatát nyíltan vállalta annak ellenére, hogy a dadaisták köztudottan nőellenesek voltak.
1915-ben csatlakozott Zürichben a dadaista csoporthoz – Hugo Ball, az alapító meghívására. Reliefeket készített, verseket írt és közreműködött a Dada előadásain a Cabaret Voltaire-ben. Arp abszolút akadémikus, profi képzése ellenére a dadaizmussal szemben lojális maradt, mindig művész maradt azon szándékai ellenére, hogy „mindinkább távolodjon az esztétikától”. Soha nem adta föl a tudat és a tudattalan „egyensúlyának” eszméjét. Amit Arp mellőzni akart, az a konvencionális „keret” volt, amelyben a műalkotást mind ez ideig bemutatták – így el akarta felejteni a konvencionális anyagokat is, de sosem a harmónia és arányosság elveit. Szelíd, a világ rendjét intuitívan megérteni akaró attitűddel rendelkezett. 

#### Kollázsok
Miután megcsömörlött az expresszionista felületektől, papírkivágásokból és különféle anyagokból építette fel első kompozícióit. Később fadarabokkal érte el ezeket a hatásokat.
- Absztrakt kompozíció (1915). A legkorábbról fennmaradt kollázsa. Papírból, kartonból és textíliából készült.
- Geometrikus kollázs (1916). Korai, rendszereken alapuló kompozíciói előzményei a későbbi, véletlen munkáknak.
- Egy kollázs (1920)

#### Papier déchirék
Arp a véletlen elvére alapozta sok művét. Nála a természetes véletlen az irracionális elv létrehozója volt. 1916-ban fedezte fel a „véletlen törvényét”, azt a szerepet, amelyet a tudattalan játszhat művészetében. Alkotási technikájáról Richter számol be: „Elégedetlen révén egy rajzzal, amelyen már egy ideje dolgozott, Arp végül is széttépte, hagyva, hogy darabjai zeltwegi stúdiójának padlójára hulljanak. Egy idő múlva véletlenül rápillantott ugyanezen papírdarabokra, ahogy a padlón hevertek, s meglepte az általuk alkotott minta. Megvolt benne az a kifejező erő, amit eredménytelenül próbált megvalósítani. Kezének véletlenszerű mozdulatai és az aláhulló papírszeletek megvalósították azt, amit semmilyen erőfeszítéssel nem sikerült elérnie, nevezetesen a kifejező erőt.” „E széttépett papírdarabkák között akadt néhány, mely fölfelé mutatott, Zen-papírok voltak ezek, időn és téren kívüliek” – mondta Arp.
„Tépd szét a papírt és szórd a padlóra, s az az alakzat, amit létrehoznak, bizonyos okkult jelentéssel bír!” Arp tisztában volt azzal, hogy az ilyen eszközökkel létrehozott műalkotások személytelenek, ez oknál fogva általában nem szignálta őket. 
- Véletlen síkok: A véletlen minden más okot átfog. A kubizmus hatása is jelen van, a formák egyben személytelenek is.
- A véletlen törvénye szerint elrendezett négyszögek (1916). „A véletlen, mely példának okáért ujjunkat vezérli, mikor papírt szakítunk szét, a közben formát öltő alakzatok titokra nyitnak kaput, az élet mélyben rejtőző forrásait tárják fel…” – Arp.
- A véletlen törvénye szerint (1916).
- Relief festmény: A geometrikus gondolkodásmód egyszerre hatott a konstrukcionizmusra és a dadaizmusra.

A korszak néhány műve:
- Hímzett kép.
- Hímzett kép II. (1914)
- Hímzett kép III. (1914)
- Patetikus szimmetria (1916–1917)
- Elemek mértéke (1917)

#### Reliefek
Arp reliefjei általában két vagy több réteg anyag (fa vagy fém) egymásra helyezése révén jöttek létre. Nem egyetlen szilárd anyagból kifaragott domborművek, tulajdonképpen „assemblage”-ok, összeszerelt furnérlapok és fémlemezek. Bár az alapötlet, hogy különféle, előre elkészített nyersanyagokat egy kompozícióban hozzanak össze, eredetileg a kubistáktól származott, Arp úgy látszik, tőlük függetlenül készítette reliefjeit. A különbség az, hogy Pablo Picasso nyersanyagát meghagyta eredeti, megmunkálatlan, illetve „előre elkészített” (ready-made) állapotában, és a darabokat látszólag fölényes nemtörődömséggel dobálta egymásra, addig Arp a formai tökéletességet kereste, és az anyag nyerseségét festéssel leplezte. 
- Szarvas (1914). Legrégebbről fennmaradt reliefje.
- Absztrakt konfiguráció (1915)
- Tzara portréja (1916)
- Színes formák (1917) Ezek alakulnak át vese és amőba formákká, amelyek Kandinszkij művészetére emlékeztetnek.
- Madármaszk (1918)
- Maszk (1918)
- Paolo és Francesca (1918)

1919-ben Arp Berlinbe utazott, és találkozott a város dada-csoportjának más tagjaival. Részt vett a Winter sörözőben rendezett dada-kiállításon, és magánerőből kinyomtatta a Der Vogel Selbdritt című, verseket és fametszeteket tartalmazó kötetet.

### Párizs (1920–1940)
1920-ban Párizsba költözött, és a szürrealistákhoz csatlakozott. A francia szürrealista mozgalomban játszott szerepéről azt mondhatjuk, hogy mennél inkább szürrealistább lett, annál inkább dadaista maradt lényegében. A dada korszakban külön kezelte költői és plasztikai tevékenységét, de a szürrealista szakaszban a kettő egyesült. 
1926-ban elhatározta, hogy végleg Párizsban telepszik le. A következő évek, egészen a második világháború kitöréséig, türelmes önmaga-keresés, a technikai felfedezések, a formai fejlődés évei voltak. 

#### Festmények
- Cím nélkül II. (1918–24)
- Körök ritmusa (1919)
- Cím nélkül IV. (1922–23)
- Táncoló1925)
- Cím nélkül III. (1930)
- Tervrajz egy szőnyegen (1930)
- Férfi az ablaknál (1930)

#### Kollázsok
- Csomó (1923)
- Erkély (1925)
- Geometrikus kollázs (1926)
- Kettős kollázs (1928)
- Cím nélkül I. (1928)
- Köldök és szárnyas köldök (1932)
- Mutilé et apatride (1936)

#### Reliefek
- Torzó (1920)
- Tojássütő és villa (1922)
- Óra (1924)
- Toronyóra (1924)
- Orrarc (1925–1926)
- Első dada relief (1926)
- Villák és köldök (1927)

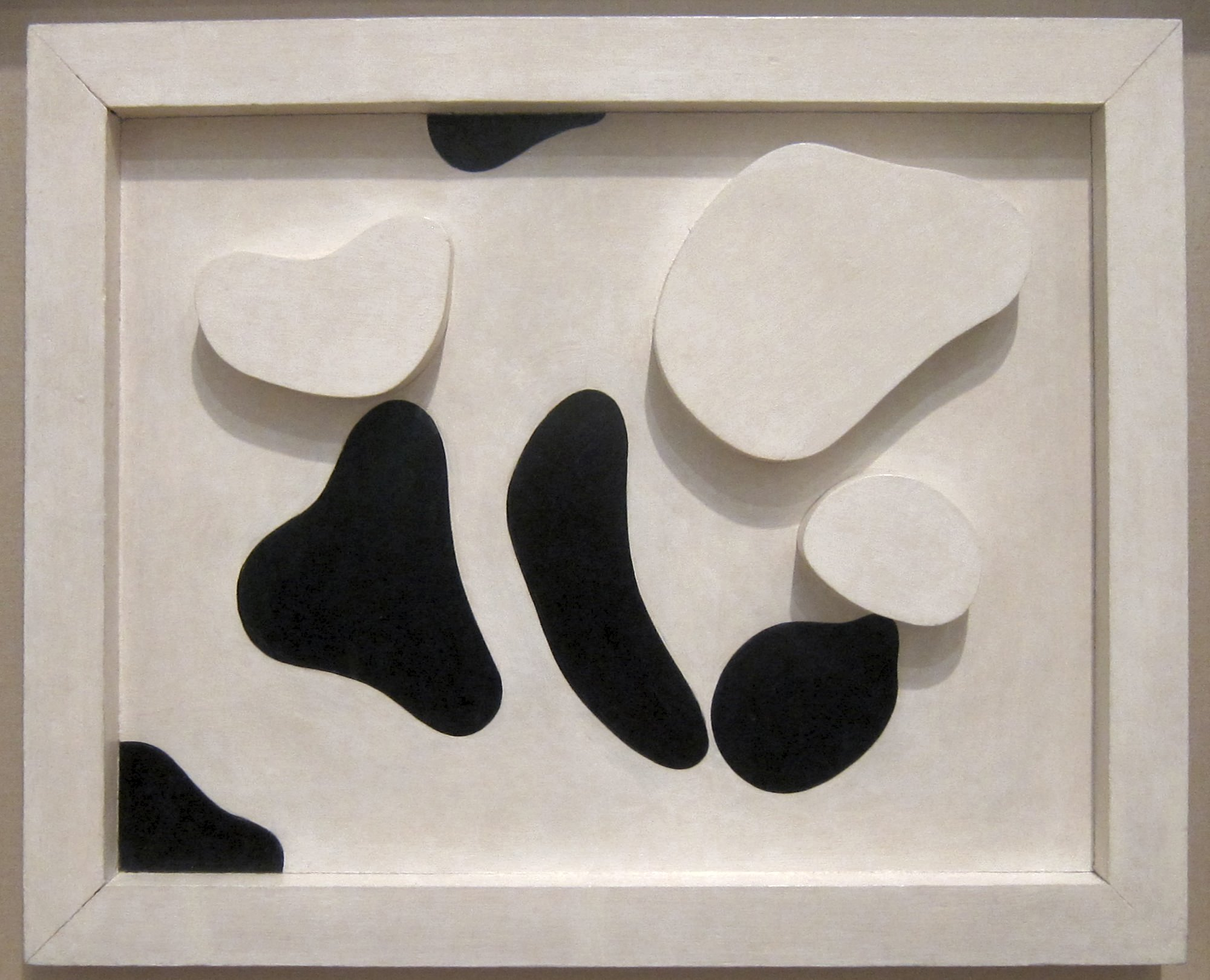
Együttállás a véletlen törvényei szerint (Constellation According to the Laws of Chance), 1930 körül; Tate Modern múzeum, London

- Ingmellek (Tojásos deszka) (1927). Nagyon konkrét dolgot ábrázol, de ugyanakkor másként is értelmezhető.
- Erdő (1927). Kevesebb köze van a dadaizmushoz. Négy darab festett farészből áll, amit levelekre és fára emlékeztető formában vágott ki, és szilárd tömeggé ragasztott össze.
- Végtelen amfora (1929)
- Repülő madarak (1930)
- Levelek és köldökök (1930)
- Fej, bajusz és maszk (1930)
- A véletlen törvényei szerint (1934)

#### Szobrok
Ezen évek legfontosabb fejleménye Arp elhatározása volt 1930-ban, hogy „körplasztikák” készítésébe fog. Mindig húzódozott attól, hogy „valódi”, szabadon álló szobrot készítsen, mert az mindenféle akadémikus asszociációkkal járt, de szigorúan véve a reliefek fából való kivágása is szobrásztechnika, úgyhogy a szabadon álló alakzatokhoz való átmenet alig volt több, mint a harmadik dimenzió alaposabb felderítése.
Plasztikáiban általában női test- és föld-asszociációk jelennek meg. Emlékeztetnek a kükladikus szobrokra. Az általa létrehozott formák és az általa adott címek többértelműséget sugároznak. A címek a szóbeli költőiséghez tartoznak: a formák a művészetben éppúgy, mint a természetben, előre meghatározott nevek nélkül alakulnak ki.
1936-ban az egyik aláírója volt Tamkó Sirató Károly Dimenzionista manifesztumának.
- Kagyló és fej (1923)
- Hintőporos doboz (1926)
- Kagylóprofilok (1930). Az átmenetet jelzi a reliefek és a körplasztikák között. Két csaknem egyforma, festett fából készült, egymáshoz kapcsolódó, madárszerű profil, mely egy hasonló alakzatú alapon áll.
- Gyümölcs a kézben (1928)
- Kéz-gyümölcs (1930). A címe föltehetően a gyümölcsalakból való eredetére utal
- Gnóm (Gáspár) (1930). Már jelzi a későbbi években következő integrális (ahogyan Arp mondta: „esszenciális”) alakzatokat.
- Fej bosszantó tárgyakkal (1930). Lelaposított koponyára emlékeztet, három pióca tapad rá.
- Harang és köldökök (1931)
- Két emlék egy köldökön (1933)
- Köldök és két gondolat (1933)
- Konkrétan emberi I (1934)
- Konkrétan emberi II (1933)
- Konkrétan emberi III (1935)
- Pagodának nevezett hibridgyümölcs (1934)
- Metamorfózis (kagyló – hattyú – lendület) (1935). Az alcím jelzi a metamorfózis különböző állomásait, az átalakulás folyamatát.
- Bimbókorona (1936). A mű a burjánzás általi átalakulás: az életerő több, mellre emlékeztető kitüremlésben nyomul kifelé.
- Hold gyümölcs (1936)
- Csillag (1939)

### 1940–1966
1940-ben elhagyta otthonát, és Grasse-ba menekült – a második világháború megint otthontalanná tette. Egy évet töltött itt, 16 szobrot csinált ez idő alatt. Módszerét így írta le önmaga: „Aki nyíllal akar felleget lőni, hamar kiüríti tegezét. Sok szobrász emlékeztet ilyen bolond vadászra. Íme, ezt kell tenni: elbűvölni a felhőt dobon előadott hegedűdallammal, vagy hegedűn játszott dobdallammal. Akkor egyszer csak leszáll a felhő, megpihen a földön, míg végül boldogságtól eltelten kővé válik. Ily módon a szobrász egyetlen pillantás alatt megvalósítja legszebb műveit.”
- Mediterrán csoport (1941)
- Mediterrán szobor I. (1941)
- Mediterrán szobor II. (1941)

1942-ben Zürichbe ment. Ott 1943. január 13-án Sophie Tauber meghalt. Hogy ez milyen súlyos csapást jelentett Arpnak, megítélhető abból a tényből, hogy a következő öt évben egyetlen szobráról sem tudunk számot adni.  
1946-ban visszatért Franciaországba, Meudon-ba, s folytatta szobrászi tevékenységét. Arp ekkor már világhírű volt, művei nagy sikert arattak az Egyesült Államokban is. A nyugati országokban most már gyorsan követték egymást kiállításai és a monumentális művekre szóló megbízások. 

#### Kollázsok
- Bonyolult folyamat (1942)
- Széttépet és újraszerkesztett rajz (1947)
- Konstelláció (1955)
- Föld alatti táj (1960)
- Kormányzati tag (1960)

#### Reliefek
- Hogy beszéljünk (1954)
- Csontváz és bajusz (1956)
- A köldök leánya (1957)
- Kígyókorona (1960)
- Virágforma (1961)
- Három grácia (1961)

#### Szobrok

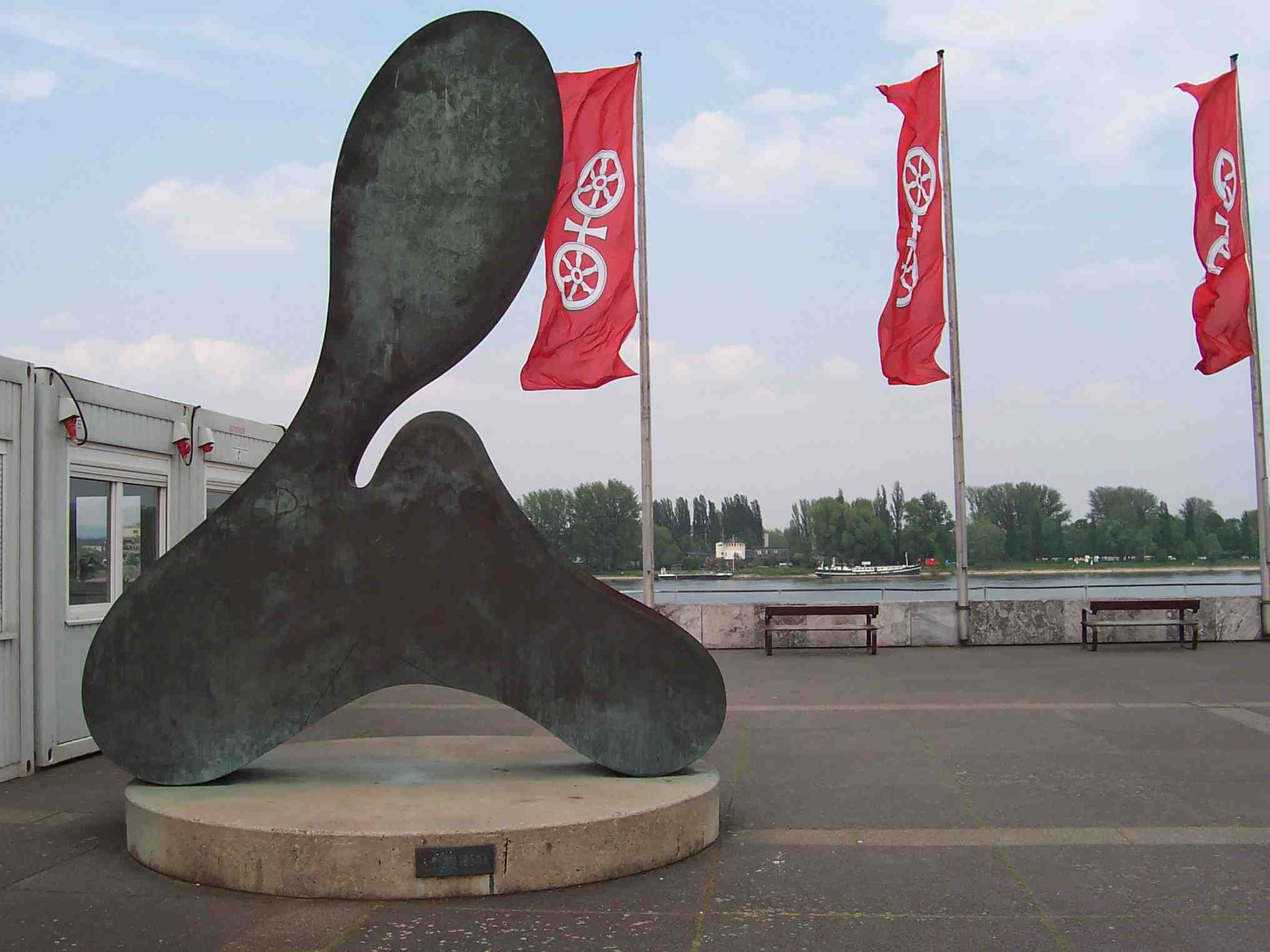
Hans Arp szobra

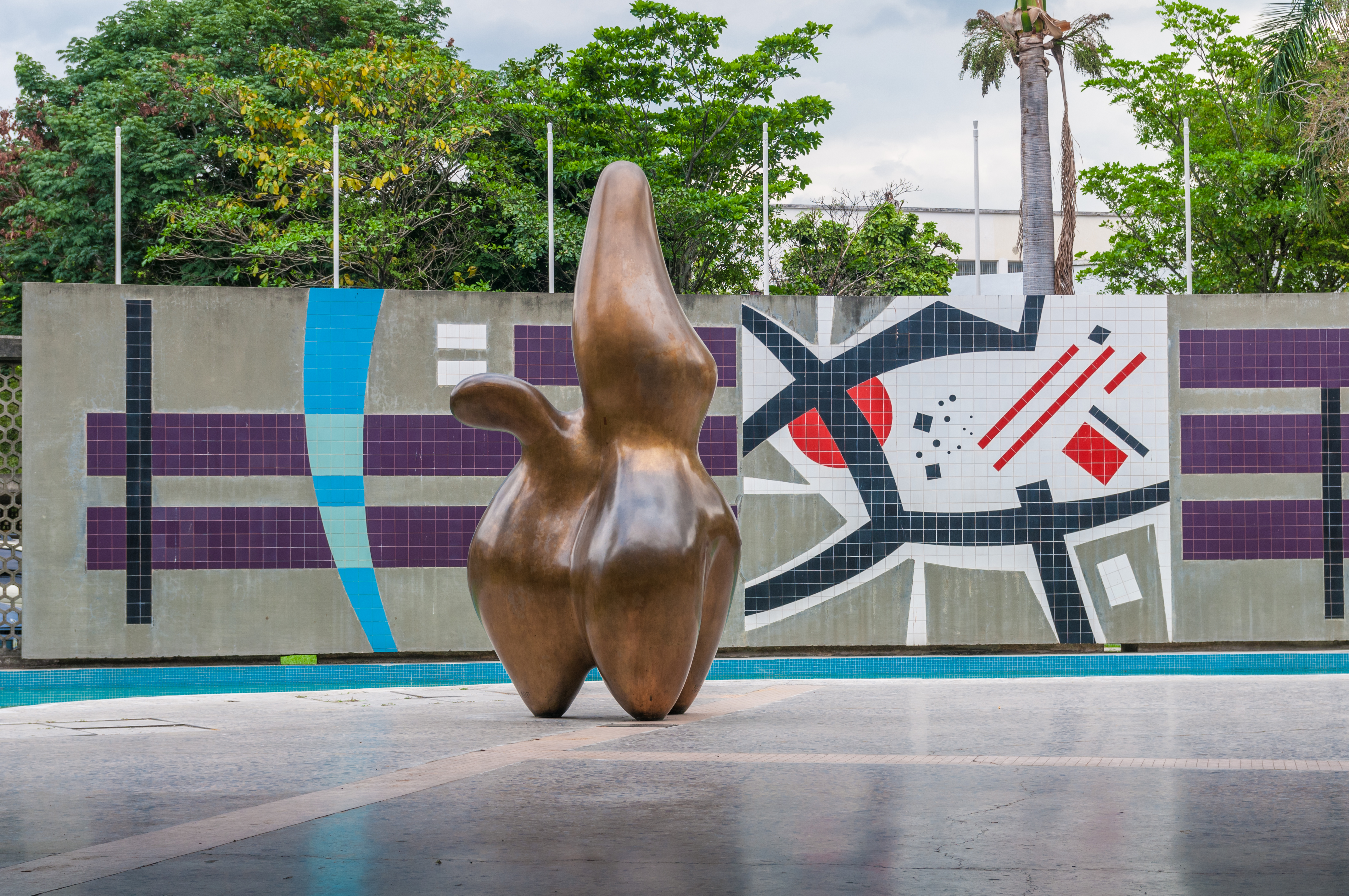
Hans Arp: Fellegpásztor, 1953

Arpnak a még hátralevő 25 éves tevékenységében a szobrok nem mutatnak erős eltérést a 30-as években kialakított alapstílusától. 
- Csésze-fa (1947)
- Szörnyforma (1949)
- Pogány gyümölcs (1950)
- Madárcsontváz (1952)
- Fellegpásztor (1953). Bronzban került kivitelezésre a venezuelai Caracas egyetemi városának főterére.
- Álomvirágok ajkakkal (1954)
- Ptolemaiosz I. (1953). A műben megtestesülő életteli ritmus többé nem valamely meghatározott természeti jelenség reminiszcenciája: bimbóé vagy mellé, levélé, vagy kagylóé; egy önmagába visszatérő tekercs formáját ölti, s talán minden másnál inkább a szívkamrára emlékeztet. Mintha belső élettől lüktetne, s ugyanakkor örök csendességben nyugodna.
- Ptolemaiosz III. (1961)
- Meudoni Vénusz (1956)
- Emberi holdbeli spektrál (1960)
- Déméter (1960)
- Ádám előtti gyümölcs (1962)
- A nyulak bálványa (1965)
- Öreg hölgy műfogsora (1964)

1966. június 7-én halt meg Bázelban. A modern szobrászok közül egyedül Brâncuși alkalmas vele való közvetlen stílusbeli összevetésre, ugyanazon egyszerűsége, ugyanazon organikus vitalitása révén. Arpnak Henry Moore-ra gyakorolt hatása nem volt ennyire közvetlen, és maga Moore sem ismerte el azt. Arp eszménye a gyümölcs, amit egy növény fejleszt ki magából; Moore-é az emberi embrió, mely a méhben alakul ki. Arp formái kötetlenek, mint a felhők, Moore-éi a termőtalajban gyökereznek. Arp olyan művész, aki inkább magára a művészetre hat, mint egyes művészekre.